# Mirabilicoxa tenuipes
Mirabilicoxa tenuipes là một loài chân đều trong họ Desmosomatidae. Loài này được Birstein miêu tả khoa học năm 1970.